# Spitzengänger

Galoppierendes Pferd

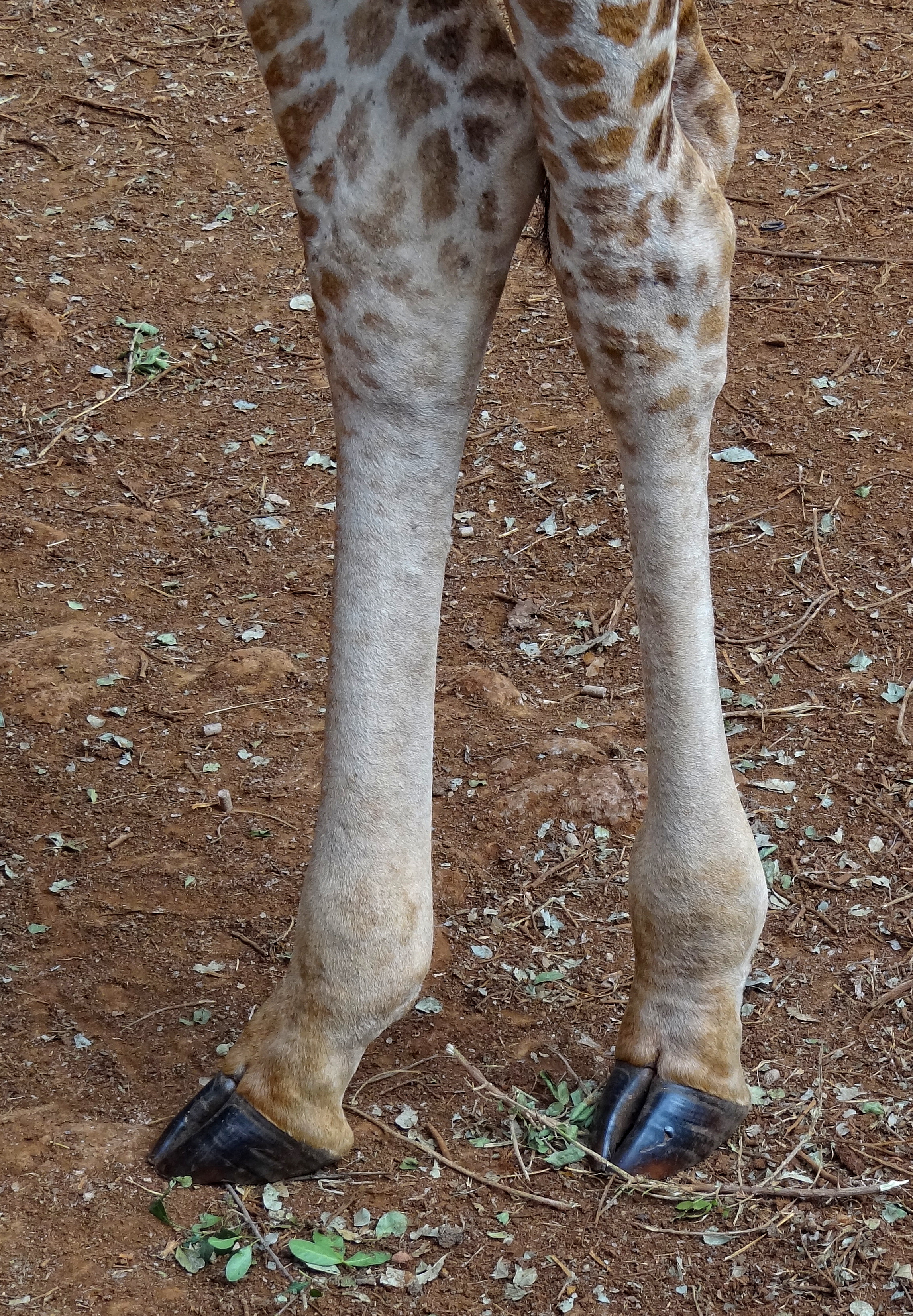
Distale Partien der Hinterextremitäten einer Giraffe. Das Bild zeigt die distalsten Abschnitte der Unterschenkel (gemustert) und die Füße (größtenteils ungemustert).

Spitzengänger oder auch Zehenspitzengänger sind Landwirbeltiere, die bei der Fortbewegung nur über die anatomischen Finger- bzw. Zehenspitzen den Boden berühren. Diese Art der Fortbewegung wird auch unguligrade Gangart (von lat. ungula „Huf“, gradi „gehen“) oder Unguligradie genannt, was sich darauf bezieht, dass alle rezenten Spitzengänger Huftiere (Ungulata) sind. Dabei hat sich die Unguligradie bei Paarhufern und Unpaarhufern unabhängig voneinander entwickelt.

## Merkmale
Die Unguligradie wird verwirklicht, indem das mehr oder weniger stark verlängerte Metapodium (Mittelhand bzw. Mittelfuß) einschließlich der sich unmittelbar anschließenden Finger- bzw. Zehenglieder (Phalangen) als Teil des Armes bzw. Beines fungiert und das Hand- bzw. Fußgelenk die Rolle eines zweiten Ellenbogen- bzw. Kniegelenks einnimmt, oder anders formuliert: alle Elemente der anatomischen Hand bzw. des anatomischen Fußes mit Ausnahme der terminalen Phalangen sind die distalen Elemente des funktionalen Armes bzw. funktionalen Beines. Mit diesem Fußbau verbunden ist eine starke Reduktion der gewichtstragenden Finger- bzw. Zehenstrahlen: bei Wiederkäuern (Paarhufer) auf zwei, bei Pferden (Unpaarhufer) auf einen einzelnen Finger- bzw. Zehenstrahl. Auch sind die terminalen Phalangen der verbleibenden Zehenstrahlen mit einer Hornkappe, dem Huf, überzogen.
Tiere mit unguligrader Gangart sind meist gute und schnelle Läufer, nicht zuletzt weil infolge der Verlängerung des funktionalen Armes bzw. Beines die Schrittlänge relativ groß ist, sodass mit jedem Schritt eine relativ lange Strecke zurückgelegt werden kann. Mit unter anderem dem Gabelbock und der Thomsongazelle stellen die Spitzengänger einige der schnellsten Landwirbeltiere der Erde.

## Abgrenzungen
Von den Spitzengängern unterschieden werden die Zehengänger, die das komplette Akropodium (alle Finger- bzw. Zehenglieder) aufsetzen, und die Sohlengänger, die das komplette Autopodium (die gesamte anatomische Hand bzw. den gesamten anatomischen Fuß) aufsetzen.
Bei den Huftieren sind nur die Wiederkäuer und die Pferde vollkommen Unguligrad. Andere Paar- und Unpaarhufer, beispielsweise Schweine, Kamelartige und Tapire, gelten als semi-unguligrad, weil sie zwar nicht über alle Phalangen, aber auch nicht ausschließlich über die terminalen Phalangen den Boden berühren. So haben Schweine keine „echten“ Hufe, sondern nur hufartige Krallen, und die Sohle ihrer funktionalen Füße weist neben diesen auch schwach verhornte Ballen auf. Auch sind bei diesen Tieren die äußeren (lateralen und medialen) Finger bzw. Zehen meist weniger stark reduziert, wenngleich dennoch oft nicht mehr funktional.
Bei besonders schwer gebauten pflanzenfressenden Säugetieren, wie Flusspferden, Nashörnern und Elefanten, hat sich eine Spezialform des Fußbaues herausgebildet, der unter anderem ebenfalls als semi-unguligrad oder sub-unguligrad bezeichnet wird. Diese Vertreter besitzen drei bis fünf funktionale (d. h. gewichtstragende) Finger bzw. Zehen. Der Unterschenkel ist meist eher gedrungen, der anatomische Fuß ist säulenartig, und äußerlich sind Finger bzw. Zehen nur als Stummel oder gar nicht ausgebildet. Insbesondere die proximaleren Teile des Fußskelettes lagern mitsamt Muskeln und Bändern einem dicken Polster aus elastischem Bindegewebe auf, über das sie mit der funktionalen Fußsohle in Kontakt stehen. Das Körpergewicht ruht folglich nicht nur auf den distalen Finger- bzw. Zehengliedern, sondern, je nach Hand- bzw. Fußbau, zusätzlich auch auf den proximalen Phalangen, dem Metapodium oder sogar dem gesamten Autopodium. Somit liegt genaugenommen eine Spezialform der Digitigradie, Semi-Plantigradie oder Plantigradie vor. Weil er eine Modifikation im Zuge einer allgemeinen bedeutenden, teilweise extremen Zunahme der Körpergröße und des Körpergewichtes darstellt, wird dieser Fußbau auch graviportal genannt. Er trat konvergent schon bei den großen, langhalsigen, pflanzenfressenden Dinosauriern (Sauropoden) auf. Auch Flusspferde (Paarhufer), Nashörner (Unpaarhufer) und Elefanten (Rüsseltiere) sind jeweils unabhängig voneinander graviportal.